# Tumba-Ngiri-Maindombe

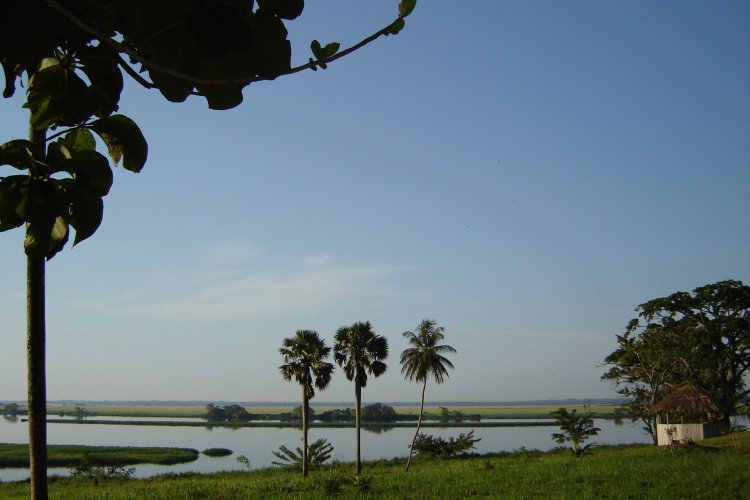
Le sponde del lago Mai-Ndombe

L'area di Tumba-Ngiri-Maindombe è la più grande area umida di interesse internazionale della Convenzione di Ramsar, istituita il 24 luglio 2008.
L'area protetta occupa una superficie di 65 696 Km² e si trova nel bacino del fiume Congo. È delimitata a sud dai fiume Kasai e Fimi e dal lago Mai-Ndombe, ad est dai fiumi Ubangi e Congo e dal  lago Tumba, ad ovest dal confine di stato con la Repubblica del Congo. A nord si estende lungo il corso del fiume Congo fino alla città di Makanza.